# Derrames de petróleo en Amazonas de 2016
El derrame de petróleo en Amazonas ocurrió el 25 de enero de 2016 a las 9:46 horas en la amazonía norte de Perú. Este evento fue ocasionado por una fisura en la tubería del Oleoducto Norperuano de Petroperú, ubicada en las coordenadas geográficas UTM Este: 0798601 y Norte: 9426435. La ubicación exacta de la ruptura fue en el caserío de Villa Hermosa, dentro del distrito de Imaza, en la provincia de Bagua en la región de Amazonas. Consecuencia de esta fisura, el crudo derramado se propagó aproximadamente un kilómetro hasta llegar a la quebrada Inayo. Ese mismo día, Petroperú notificó a la Organización de Evaluación y Fiscalización Ambiental (OEFA) sobre el derrame a través de un correo electrónico que contenía el reporte preliminar de emergencias ambientales.

## Hechos
El 25 de enero de 2016, se produjo un derrame de alrededor de 3000 barriles de crudo de petróleo en el kilómetro 440 + 781 del tramo II del Oleoducto Norperuano, el cual es gestionado por Petroperú S.A. Este incidente tuvo lugar en las proximidades del centro urbano de Chiriaco, que es la capital del distrito de Imaza.
El día siguiente, el 26 de enero, el equipo de PETROPERÚ S.A. arribó al sitio para evaluar la situación derivada del derrame. Los trabajadores intentaron acceder al conducto mediante excavación, pero se encontraron con que la tubería se hallaba a una profundidad de 5 metros. El 27 de enero, se continuaron con las labores de excavación en busca de la fuente de la fuga en el conducto. Al llegar a los cinco metros de profundidad, la presión ocasionó la liberación de una gran cantidad de petróleo crudo hacia los alrededores. Lamentablemente, los trabajadores subcontratados de PETROPERÚ S.A. no pudieron controlar esta situación.
Fue recién el 28 de enero que se logró finalmente controlar la situación. En relación con este incidente, entre el 27 y el 29 de enero de 2016, la dirección de Supervisión de la OEFA llevó a cabo dos inspecciones especiales con el propósito de verificar la descripción de los hechos y evaluar los posibles impactos en la flora, fauna y salud de las personas. Además, se implementaron diversas medidas de seguimiento y supervisión que se extendieron por más de cinco meses, en conjunto con la emisión de medidas preventivas.

## Repercusiones
El 9 de febrero de 2016, a raíz de intensas precipitaciones en la región, el caudal de la quebrada Inayo aumentó considerablemente. Esto provocó que el nivel del agua en la quebrada subiera, resultando en la ruptura de los puntos de acumulación de crudo de petróleo destinado a su recuperación. Esta situación condujo a la liberación de aguas contaminadas en la quebrada Inayo, superando las barreras de contención rudimentarias, en forma de palos, y extendiendo la contaminación al río Chiriaco.
A lo largo de su trayecto, el petróleo derramado fluyó y se diseminó en las aguas del río Chiriaco, llegando posteriormente al río Marañón y afectando a numerosos habitantes de las comunidades nativas Awajun en aguas abajo de la cuenca. Entre el 13 y el 17 de febrero de 2016, la Dirección de Supervisión de la OEFA realizó una inspección especial en el lugar del incidente con el propósito de constatar la situación reportada y evaluar los posibles impactos en la flora, la fauna y la salud de las personas. Luego, del 31 de marzo al 22 de abril, la Dirección de Evaluación de OEFA llevó a cabo un monitoreo exhaustivo de agua, sedimentos, suelo, hidrobiología, flora y fauna en las áreas cercanas al derrame en Imaza.
La explotación y transporte de petróleo en la cuenca del río Marañón han causado modificaciones en las actividades de las comunidades locales y su acceso a los recursos naturales. Con relación al agua, los derrames han resultado en períodos de escasez de agua limpia y a impactado negativamente la cantidad y variedad de peces disponibles para las comunidades. Los peces presentaban escamas manchadas de petróleo y su sabor se vio afectado. Además, los tratamientos de agua previamente no necesarios, como el uso de cloro, se han vuelto esenciales, lo cual también influye en los recursos económicos de una población que depende principalmente de la agricultura. A pesar de que los ríos y quebradas siguen fluyendo y brindando acceso a diferentes personas, el agua no cumple con los estándares de calidad necesarios.

## Sanciones
En el periodo de tiempo comprendido entre 2011 y 2016, un total de 57 Procedimientos Administrativos Sancionadores (PAS) se han iniciado en contra de la empresa Petroperú. En virtud de estos procedimientos, se han aplicado multas por un monto total de 6,055.96 Unidades Impositivas Tributarias (UIT), de las cuales 473.47 UIT han sido abonadas. Las principales infracciones que han llevado a sanciones en contra de Petroperú son las siguientes:
1. Incumplimiento de las responsabilidades especificadas en su Instrumento de Gestión Ambiental.
2. Violación de las regulaciones de preservación ambiental.
3. No acatar los Límites Máximos Permisibles en lo que concierne a los desechos líquidos.
4. Falla en proporcionar la información requerida o presentación de datos incorrectos o fuera de plazo.
5. Falta de acción inmediata para controlar y minimizar los efectos de derrames, lo que resultó en daños concretos a la flora, la fauna y la salud humana.[7]
6. Incumplimiento de medidas correctivas.

En relación con estas circunstancias, el OEFA considerará la posibilidad de iniciar acciones legales penales en contra de los funcionarios responsables de las infracciones a los mandatos emitidos por la autoridad correspondiente.